# Camponotus yogi
Camponotus yogi é uma espécie de inseto do gênero Camponotus, pertencente à família Formicidae.